# Eupòmpides
Eupòmpides (en llatí Eupompidas, en grec antic Εὐπομπίδας), fill de Dimarc, fou un militar grec, un dels caps que van combatre a Platea durant el setge de la ciutat pels espartans dirigits per Arquidam II l'any 429 aC-428 aC.
Juntament amb Teanet, un profeta, a l'hivern del segon any va trobar la manera de sobrepassar les línies dels assetjadors. El pla inicialment s'havia previst per tots els assetjats però finalment només van poder sortir 212 homes sota direcció d'Eupòmpides i Teanet, segons diu Tucídides.